# Gunnar Hoppe
Ernst Gunnar Hoppe (* 24. Dezember 1914 in Skällvik; † 24. Januar 2005 in Solna) war ein schwedischer Geograph und Geomorphologe.

## Leben
Gunnar Hoppe studierte ab 1931 an der Universität Uppsala, wurde 1945 in Uppsala promoviert und lehrte bis Ende 1953 an der Universität Uppsala als Dozent für Geographie. Zum 1. Januar 1954 wurde er in der Nachfolge von Hans Wilhelmsson Ahlmann als Professor für Physische Geographie an die Universität Stockholm berufen, an der er in der Folge bis zu seiner Emeritierung am 31. Dezember 1980 wirkte. Gunnar Hoppe war von 1966 bis 1974 Prorektor und von 1974 bis 1978 Rektor dieser Universität.
Als Physischer Geograph hat Gunnar Hoppe besonders die Abtragungswirkungen der eiszeitlichen Gletscher in den skandinavischen Gebirgen erforscht. Da Skandinavien während des Hochglazials unter einer alles bedeckenden Eismasse lag, kam es während des spätglazialen Eisrückgangs zu einer ganzen Reihe von spezifischen Ablagerungsformen, die durch das abschmelzende Eis und die Schmelzwasserströme gebildet worden waren. Diese Formen hat Gunnar Hoppe besonders in Mittelschweden, aber auch in anderen Teilen Skandinaviens, auf Island und in Spitzbergen untersucht, die unterschiedlichen Formen gegliedert und, als wichtige Grundlage für die weitere Erforschung des Paläoklimas, den Gang des spätglazialen Eisrückzuges rekonstruiert.
Nach seiner Pensionierung war Hoppe von 1981 bis 1991 Exekutivmitglied der von Knut Agathon Wallenberg und dessen Frau Alice gegründeten Wissenschafts-Stiftung Knut och Alice Wallenbergs Stiftelse, der größten privaten Forschungsförderung Schwedens.
Gunnar Hoppe wurde 1964 in die Königlich Schwedische Akademie der Wissenschaften und 1968 in der Sektion Geowissenschaften als Mitglied in die Deutsche Akademie der Naturforscher Leopoldina aufgenommen. Im Jahr 1965 wurde er zum korrespondierenden Mitglied der Bayerischen Akademie der Wissenschaften gewählt. 1990 wurde er Mitglied der Academia Europaea. Die Polnische Akademie der Wissenschaften (PAN) wählte ihn im Fachbereich Geo- und Montanwissenschaften zum Mitglied.
1987 wurde ihm die Vega-Medaille der Schwedischen Gesellschaft für Anthropologie und Geographie verliehen. Insgesamt sechs Universitäten verliehen ihm die Ehrendoktorwürde, darunter die Universität Linköping 1992 und die Universität Island am 9. Dezember 2004.